# 197-я танковая бригада
197-я танковая Свердловская бригада  — танковая бригада Рабоче-крестьянской Красной армии в годы Великой Отечественной войны.

## История
сформирована в период с 26 февраля по 31 мая 1943 года в г. Свердловск из добровольцев Свердловской области как 197-я Свердловская танковая бригада. В её состав вошли два танковых и мотострелково-пулемётный батальоны и ряд других частей.
Для размещения Свердловской танковой бригады Свердловский горисполком выделил здание 42-го художественного ремесленного училища, которое находилось на Березовском тракте (ныне проспект Блюхера).
1 июня 1943 г. бригада в составе 30-го тк передислоцировалась в Костеревский ТВЛ (ст. Кубинка), где вошла в состав войск 4-й ТА. 30-й (с 23 октября 1943 года 10-й гвардейский) танковый корпус в середине июля вошёл в состав 4-й (с 17 марта 1945 4-я гвардейская) танковой армии. В этом корпусе и армии с небольшими перерывами вела боевые действия до конца войны.
Впервые вступила в бой в конце июля 1943 года в ходе Орловской наступательной операции в районе Злыни (севернее Орла). В конце сентября в составе армии выведена в резерв Ставки ВГК.
За героизм и отвагу, проявленные личным составом в боях с немецко-фашистскими захватчиками, дисциплину, организованность и умелое выполнение боевых задач удостоена гвардейского звания и преобразована в 61-ю гвардейскую Свердловскую танковую бригаду (28 октября 1943 года).
9 мая вышли в район северо-западнее Праги, где завершили свой боевой путь как 61-я гвардейская танковая Свердловско-Львовская ордена Ленина Краснознамённая орденов Суворова, Кутузова и Богдана Хмельницкого бригада.

## Состав
- Бригада формировалась по штату № 010/270 от 31 июля 1942 г.:
- Управление бригадой (штат № 010/270)
- Рота управления (штат № 010/275)
- 1-й танковый батальон (штат № 010/271) — майор Рахматулин Насыр Калимулович погиб 27.07.1943 года Орловская обл. Болховского района, посёлок Бессоновский.
- 2-й танковый батальон (штат № 010/272) — майор Чазов Виктор Иванович погиб 31.07.1943 года Орловская обл. Болховский район, деревня Борилова.
- Мотострелковый батальон (штат № 010/273) — капитан В. Я. Фирсов
- Батарея ПТО
- Рота технического обеспечения
- Рота противотанковых ружей (штат № 010/375)
- Зенитно-пулемётная рота (штат № 010/451)
- Медпункт

## Подчинение
Периоды вхождения в состав Действующей армии 28.10.1943
- Входила в состав 30-го танкового корпуса.

## Командование

### Командиры бригады
- 12.02.1943 — 12.05.1943 Галкин, Михаил Иванович, врио командира при формировании инженер-майор
- 12.05.1943 — 14.08.1943 Троценко, Яков Иванович, полковник
- 14.08.1943 — 23.10.1943 Жуков, Николай Григорьевич, подполковник

### Начальники штаба бригады
- 10.02.1943 — 24.08.1943 Нагирняк Дмитрий Васильевич, подполковник
- 24.08.1943 — 28.10.1943 Алексеев Венедикт Макарович, майор
- Военные комиссары бригады, с 09.10.1942 г. — заместители командира бригады по политической части
- 02.03.1942 — 19.06.1943 Скоп Илья Исаакович, подполковник
- Заместитель командира бригады по технической части (до 02.08.1944 — помощник командира по технической части)
- Галкин, Михаил Иванович, инженер-майор (врио командира при формировании)
- Начальник политотдела (с июня 1943 г. он же заместитель командира по политической части)
- 02.03.1942 — 19.06.1943 Климов Лукьян Савельевич, майор
- 19.06.1943 — 23.10.1943 Скоп Илья Исаакович, подполковник